# Rotation (Billard)

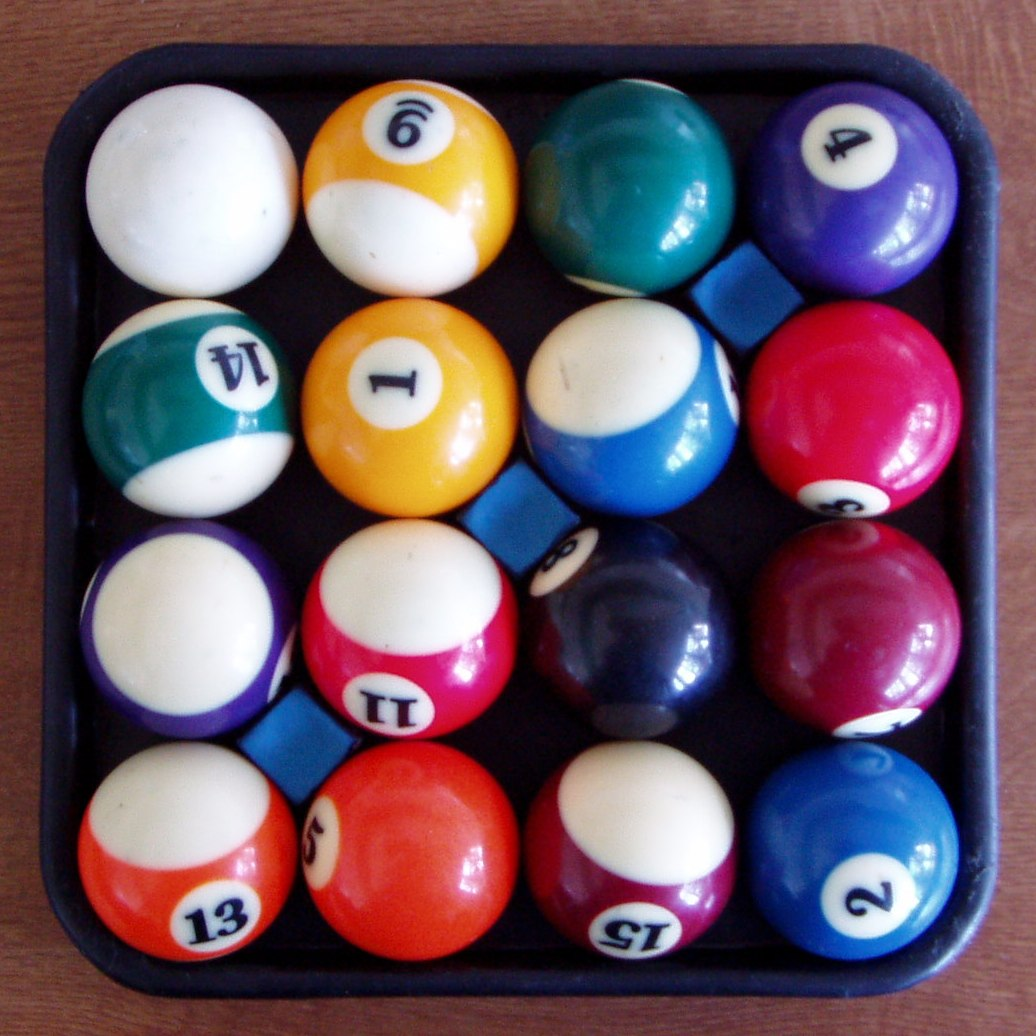
Die 16 Poolbillardkugeln mit drei Kreidewürfeln

Rotation ist eine Disziplin des Poolbillards, bei dem mit 15 durchnummerierten Kugeln und einem Spielball (eine weiße Kugel) auf einem Poolbillardtisch gespielt wird. Jeweils die Kugel mit der niedrigsten Zahl muss angespielt werden, und versenkte Kugeln zählen Punkte entsprechend ihrer Nummer. Es gewinnt der Spieler, der von 120 möglichen Punkten zuerst 61 erreicht.

## Regeln
Im Gegensatz zu 8-Ball ist Rotation kein Ansagespiel, es müssen also weder zu versenkende Kugeln noch Taschen angesagt werden. Wie im 9-Ball muss zuerst die Kugel mit der niedrigsten Nummer angespielt werden, es zählen die Kugeln, die danach versenkt werden. Kombinationen sind also zulässig und besonders in der Anfangsphase des Spieles lohnend, wenn eine der höherwertigen Kugeln versenkt werden kann. Die eigene Aufnahme muss fortgesetzt werden, solange Objektbälle korrekt gelocht werden.

### Aufbau und Break
Die Kugeln werden zu Beginn in einem Dreieck aufgebaut, mit der „1“ vorne, der „2“ an der linken, „3“ an der rechten Ecke und der „15“ in der Mitte des Dreiecks. Beim Eröffnungsstoß muss die „1“ angespielt werden und mindestens vier Kugeln eine Bande anlaufen oder eine Kugel versenkt werden.

### Korrekter Stoß
Für einen korrekten Stoß reicht es aus, den Objektball mit der niedrigsten Nummer auf dem Tisch als erstes anzuspielen und nach der Kollision mit dem Spielball oder einem Objektball eine Bande zu berühren.
Ein Foul liegt vor, wenn:
- der Spielball versenkt wird.
- der Spielball keinen Objektball berührt.
- der Spielball zuerst auf einen Objektball trifft, die nicht die niedrigste Nummer auf dem Tisch hat.
- der Spielball zwar zuerst auf den Objektball trifft, der die niedrigste Nummer auf dem Tisch hat, aber danach keine Kugel mehr eine Bande berührt.
- eine Kugel vom Tisch fällt (oder auf der Bande liegenbleibt).
- eine Kugel unbeabsichtigt mit dem Queue berührt oder verschoben wird.
- der Spieler mit dem Körper oder mit der Kleidung eine Kugel berührt.

Sollten in einem Stoß mehrere Fouls begangen werden, wird dies trotzdem nur als ein Foul gewertet. Bleibt der Spielball oder ein Objektball direkt auf dem Rand des Tisches liegen, liegt ebenfalls ein Foul vor. Der Ball gilt dann als "vom Tisch gefallen", da die Banden nicht zur Spielfläche gehören, sondern diese lediglich abgrenzen. Rollt eine Kugel jedoch kurzzeitig über die Bande und kommt wieder auf die Spielfläche zurück, ist der Stoß korrekt. Sollte eine Tasche bereits so überfüllt sein, dass die herausragenden Kugeln das Spielgeschehen beeinflussen, z. B. den Spielball davon abhalten, in die Tasche zu fallen, liegt ebenfalls ein Foul vor.

### Strafe bei Fouls
Bei einem Foul hat der Gegenspieler im Gegensatz zu anderen Disziplinen des Poolbillard nicht Ball in Hand, sondern darf wie beim Snooker entscheiden, ob er selbst weiterspielen will oder den foulenden Spieler fortfahren lässt. Ein Punktabzug findet nicht statt, nicht korrekt versenkte Kugeln werden nach den einschlägigen Regeln wieder auf den Fußpunkt aufgesetzt. Fällt die Spielkugel vom Tisch, kann der Gegenspieler die Kugel frei im Kopffeld platzieren. Befindet sich die nächste anzuspielende Kugel ebenfalls im Kopffeld, so wird sie auf den Fußpunkt versetzt. Auch in diesem Fall kann der Gegenspieler den Foulenden weiterspielen lassen, dieser hat dann Ball in Hand.
Drei Fouls in Folge führen zu sofortigem Spielverlust.

## Taktik
Im Gegensatz zum 9-Ball befinden sich wesentlich mehr Kugeln auf dem Tisch, und der Gewinn des Spieles hängt nicht zwingend vom Versenken der letzten Kugel ab. Kombinationen sind erlaubt und können bereits in der Anfangsphase des Spiels, wo auf geringwertige Kugeln gespielt wird, einem Spieler einen deutlichen Vorteil verschaffen (Die 15 zählt so viel wie die ersten fünf Kugeln zusammen). Dadurch, dass nur eine Kugel angespielt werden darf, aber bis zu 14 andere Kugeln im Weg liegen, sind die Aufnahmen kürzer.